# ريك كارلايل
ريك كارلايل (بالإنجليزية: Rick Carlisle)‏ مواليد 27 أكتوبر 1959 في أوغدينسبورغ، هو لاعب كرة سلة أمريكي أصبح مدرباً بدأ مسيرته الاحترافية في سنة 1984 يدرب فريق دالاس مافيريكس في الرابطة الوطنية لكرة السلة. يبلغ طوله 6 قدم 5 بوصة (2.0 م). اعتزل اللعب في 1989.

## فرق لعب لها
- بوسطن سيلتكس
- نيويورك نيكس
- بروكلين نتس

## روابط خارجية
- ريك كارلايل على موقع إن بي أي (الإنجليزية)
- ريك كارلايل على موقع سبورتس رفرنس (الإنجليزية)
- ريك كارلايل على موقع كلية كرة السلة في سبورتس رفرنس.كوم (الإنجليزية)
- ريك كارلايل على موقع ريلجم (الإنجليزية)
- ريك كارلايل على موقع بروبوليرز (الإنجليزية)
- ريك كارلايل على موقع سبورتس رفرنس (الإنجليزية)